# Marge Roukema

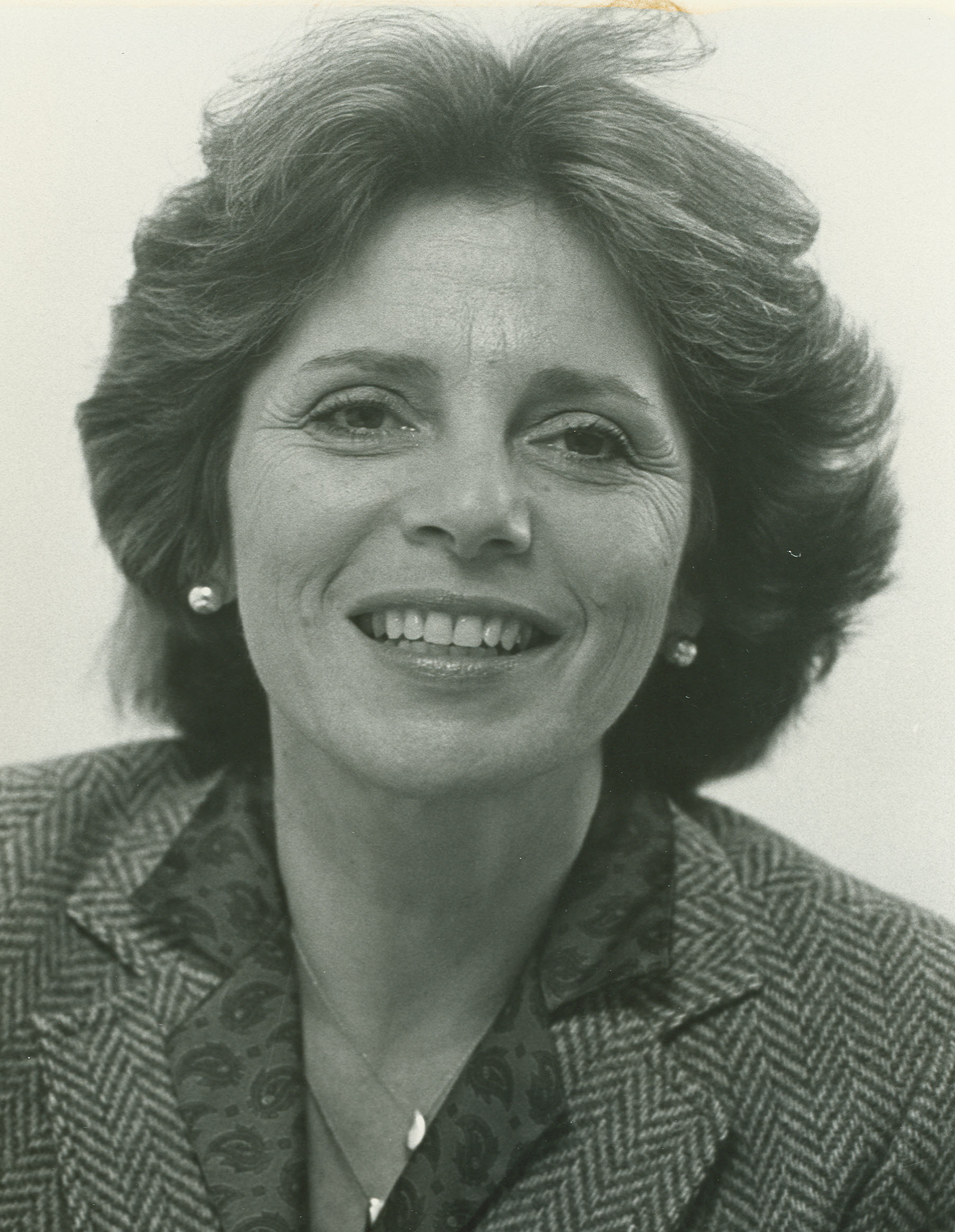
Marge Roukema

Margaret Scafati „Marge“ Roukema (* 19. September 1929 in Newark, New Jersey; † 12. November 2014 in Wyckhoff, New Jersey) war eine US-amerikanische Politikerin. Zwischen 1981 und 2003 vertrat sie den Bundesstaat New Jersey im US-Repräsentantenhaus.

## Leben
Marge Roukema besuchte bis 1947 die West Orange High School und danach bis 1953 das Montclair State College. Danach arbeitete sie als Lehrerin. In den Jahren 1970 bis 1973 war sie Vizepräsidentin des Bildungsausschusses der Stadt Ridgewood. 1975 studierte sie am Rutgers College in New Brunswick.
Politisch schloss sich Roukema der Republikanischen Partei an. Bei den Kongresswahlen des Jahres 1980 wurde sie im siebten Wahlbezirk von New Jersey in das US-Repräsentantenhaus in Washington, D.C. gewählt, wo sie am 3. Januar 1981 die Nachfolge des ihr zuvor unterlegenen Demokraten Andrew Maguire antrat. Nach zehn Wiederwahlen konnte sie bis zum 3. Januar 2003 elf Legislaturperioden im Kongress absolvieren. Seit 1983 vertrat sie als Nachfolgerin von Millicent Fenwick den fünften Distrikt ihres Staates. Im Kongress galt sie als moderate Republikanerin. In ihre Zeit im US-Repräsentantenhaus fielen die Terroranschläge am 11. September 2001. Im Jahr 2002 verzichtete sie auf eine weitere Kandidatur. Nachfolger wurde der deutlich konservativere Scott Garrett, der ihr zuvor zweimal in der republikanischen Primary unterlegen war.
Marge Roukema starb am 12. November 2014 im Alter von 85 Jahren in einem Krankenhaus in Wyckhoff, New Jersey, an den Folgen der Alzheimer-Krankheit.